# Robert Hundar
Claudio Undari (12 de enero de 1935 – 12 de mayo de 2008), más conocido profesionalmente como Robert Hundar, fue un actor de cine y teatro italiano, conocido por sus roles de tipo malo en numerosos Spaghetti Western y películas de género "poliziottesco". Participó en alrededor de 40 películas entre 1960 y 1980.
Nacido en Castelvetrano, Italia, aunque pasó su juventud en Catania. Debutó en 1956, para después mudarse a Madrid para mantener su apretada agenda durante su carrera. Fue considerado la primera estrella real del Spaghetti Western, llegado a ser llamado «el rey de los Spaghetti Westerns», hasta su retirada forzada de vuelta a Italia cuando los días de gloria del género empezaron a caer.
Participó en numerosas producciones hispano-italianas durante la era dorada del Spaghetti Western, llegando a compartir plató con otros actores reconocidos del género como Bud Spencer.
Murió en su casa de Roma, el 12 de mayo de 2008, a la edad de 73 años.

## Filmografía
- Roland the Mighty (1956) - Balicante
- Goliath and the Dragon (1960) - Polimorfeo
- Run with the Devil (1960) - Kristic
- The Joy of Living (1961) - Fascista
- Il segno del vendicatore (1962)
- Lo sparviero dei Caraibi (1962) - Don Pedro de Alicante
- Marco Polo (1962) - Mongka
- L'ombra di Zorro (1962) - Billy
- Tres hombres buenos (1963) - Niño McCoy
- Una sporca faccenda (1964) - Giocatore d'azzardo
- Maciste, gladiatore di Sparta (1964) - Zefatius
- El sabor de la venganza (1964) - Chet Walker
- Ride and Kill (1964) - Moody
- The Seven from Texas (1964) - Ringo
- Jesse James' Kid (1965) - Bill James
- The Relentless Four (1965) - Alan
- 100.000 dollari per Lassiter (1966) - Lassiter
- Ramon the Mexican (1966) - Ramon Morales
- Un hombre y un Colt (1967) - Dakota Joe
- Death Rides Along (1967) - Luke Prentiss
- A Hole in the Forehead (1968) - General Munguya
- Il suo nome gridava vendetta (1968) - Clay Hackett
- Emma Hamilton (1968) - El capitán Hardy
- Battle of the Commandos (1969) - Soldado Raymond Stone
- Sabata (1969) - Oswald, Stengel Henchman
- The Weekend Murders (1970) - Arthur, el valet
- Cut-Throats Nine (1972) - Sargento Brown
- Mean Frank and Crazy Tony (1973) - Asesino
- The Fighting Fist of Shanghai Joe (1973) - Pedro, El Caníbal
- La padrina (1973)
- Dallas (1974) - Doug Bright
- Giubbe rosse (1975) - Wolf Seattle
- La spacconata (1975) - Barney Taft
- El cazador solitario (1975) - Ferguson
- Con la ley y con el hampa (1976) - Mario
- El cínico, el infame, el violento (1977) - Dario
- La bella e la bestia (1977) - El Tsar (segmento de "La schiava")
- California (1977) - Eric Plummer
- Star Odyssey (1979) - Subastador galáctico
- Beast in Space (1980) - Onaf
- Chissà perché... capitano tutte a me (1980) - Jefe alien
- Animali metropolitani (1987) - Il Marchese (sin acreditar)
- Onorevoli detenuti (1998)
- Libero Burro (1999) - Tito
- Ponte Milvio (2000)
- The Knights of the Quest (2001)
- Three Days of Anarchy (2005)